# 塔季揚娜·伊萬諾娃

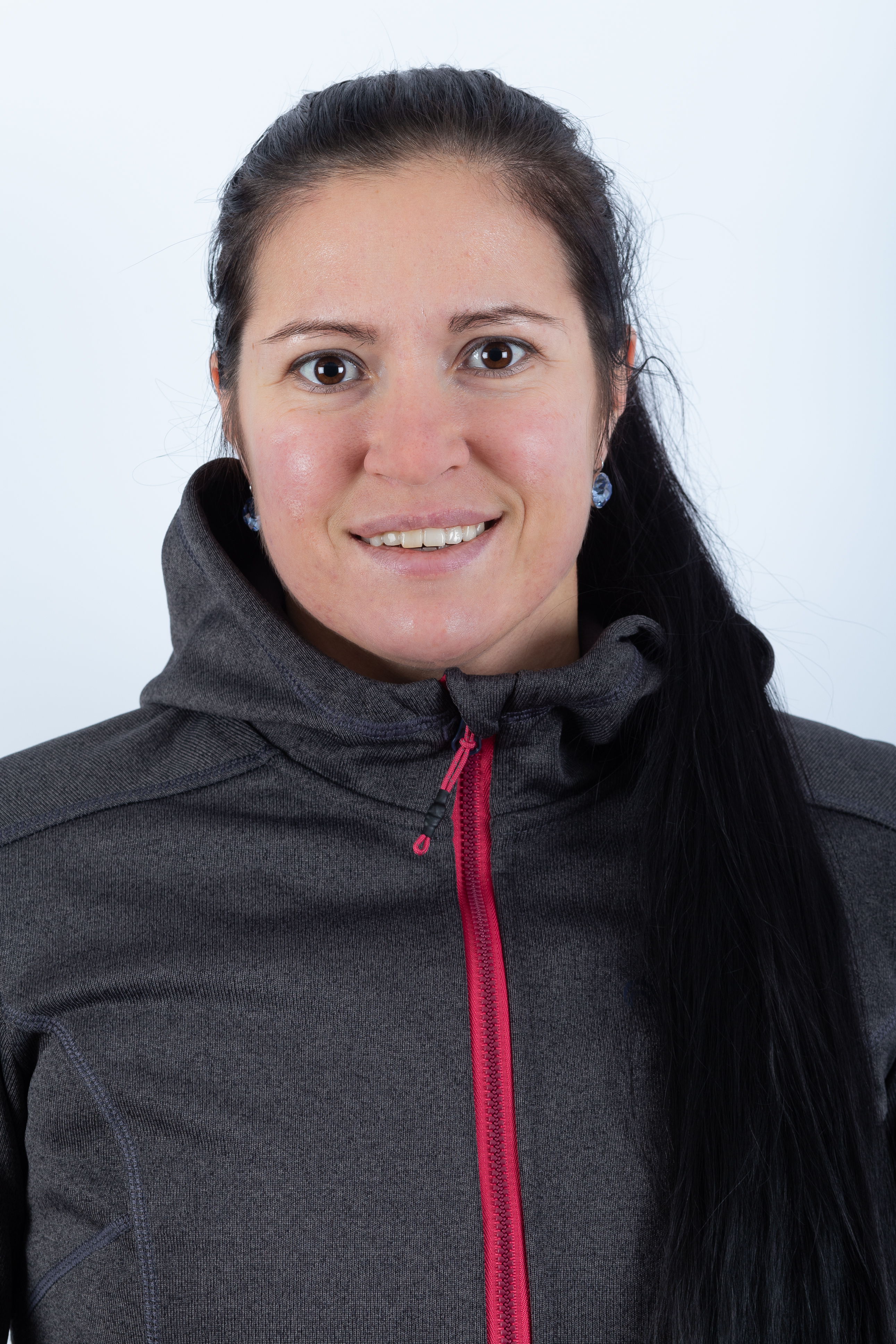
塔季扬娜·伊万诺娃，2018年

塔季揚娜·伊萬諾夫娜·伊萬諾娃（俄语：Татьяна Ивановна Иванова，1991年2月16日—），俄羅斯雪橇運動員，她代表俄羅斯奧林匹克委員會隊參加了中國舉行的2022年冬季奧林匹克運動會，並且在女子單人比賽上獲得銅牌。